# Judith Jarvis Thomson
Judith Jarvis Thomson (ur. 4 października 1929 w Nowym Jorku, zm. 20 listopada 2020) – amerykańska filozofka moralności. W 2019 roku została wybrana na członkinię Amerykańskiego Towarzystwa Filozoficznego.
Zajmowała się tematami etyki i metafizyki. Głównymi obszarami badań Thomson były filozofia moralna i metafizyka.
Autorka eksperymentu myślowego Obrona Aborcji, w którym sugeruje, że prawo człowieka do tego, by nie zostać zabitym, może zostać podważone przez prawo innej osoby do kontrolowania własnego ciała, gdy te dwa prawa wchodzą w konflikt.